# Воїн усіх часів
Воїн усіх часів (Смертоносний воїн; англ. Deadliest Warrior) — американський цикл телепередач про воїнів різних епох і народів, як древніх, так і сучасних. У кожному випуску тестується зброя двох воїнів, щоб визначити, яка завдасть більшої шкоди, потім всі дані аналізуються спеціальним комп'ютерним симулятором, в результаті, моделюють сутичку двох воїнів, в якій виживає лише один.

## 1 сезон
- Апач проти Гладіатора
- Самурай проти Вікінга
- Спартанець проти Ніндзя
- Лицар проти Пірата
- Якудза проти Мафіозі
- Зелені Берети проти Спецназу
- Шаоліньський монах проти воїна Маорі
- Вільям Уоллес проти Чака Зулу
- ІРА проти Талібану
- Back for Blood Special

## 2 сезон
- SWAT проти GSG 9
- Аттіла проти Александра Македонського
- Джессі Джеймс проти Аль Капоне
- Ацтеки проти Занде
- Нацисти Ваффен SS проти В'єтконгу
- Центуріон проти Раджпуту
- Медельїнський картель проти Сомалійського пірата
- Кельти проти Персів
- КГБ проти ЦРУ
- Влад III Дракула проти Сунь Цзи
- Імперія Мін проти Мушкетерів
- Команч проти Монгола
- SEAL проти Саєрет Маткал

## 3 сезон
- Джордж Вашингтон проти Наполеон I Бонапарт
- Вільгельм I Завойовник проти Жанна д'Арк
- Рейнджери проти Армія КНДР
- Чингісхан проти Ганнібала
- Саддам Хусейн проти Пол Пота
- Теодор Рузвельт проти Томас Едвард Лоуренс
- Іван Грозний проти Ернан Кортес
- Шалений Кінь проти Панчо Вілья
- Французький іноземний легіон проти Гуркхів
- Вампіри проти Зомбі

## Відеоігри
- Deadliest Warrior: The Game (2010)
- Deadliest Warrior: Legends (2011)
- Deadliest Warrior: Ancient Combat (2012)
- Chivalry: Deadliest Warrior (2013)